# Hrušovany (district de Topoľčany)
Hrušovany (en allemand : Hruschowan ; en hongrois : Nyitrakörtvélyes) est un village du district de Topoľčany, dans la région de Nitra, en Slovaquie.

## Histoire
La première mention écrite du village date de 1318.

## Démographie

### Évolution de la population
| Année:               | 1994. | 2004.   | 2014.   | 2024.   |
| -------------------- | ----- | ------- | ------- | ------- |
| Nombre de personnes: | 1133  | 1134    | 1101    | 1056    |
| Différence:          |       | +0,08 % | -2,91 % | -4,08 % |

| Année:               | 2023. | 2024.   |
| -------------------- | ----- | ------- |
| Nombre de personnes: | 1067  | 1056    |
| Différence:          |       | -1,03 % |